# Hiperóxia
Hiperóxia se refere a um excesso de oxigênio (O2) em um tecido celular, um ambiente ou solução. Antioxidantes previnem danos a curto prazo, então quanto maiores forem as reservas do organismo mais demora antes que as lesões comecem.
Na medicina, se refere ao excesso de oxigênio nos pulmões ou em outros tecidos do corpo, que pode ser causado por inalar o ar ou oxigênio em pressões maiores que à atmosférica. Esse tipo de Hiperóxia pode levar a uma intoxicação de oxigênio, causada pelos efeitos nocivos de respirar o oxigênio molecular em elevadas pressões. 
Hiperóxia é o oposto de Hipóxia; Hiperóxia se refere a um estado de excessivo suprimento de oxigênio, enquanto Hipóxia se refere a um estado deficitário de oxigênio.
No meio-ambiente, se refere ao excesso de oxigênio em um corpo de água ou outro habitat.

## Sinais e sintomas
Os sintomas associados com a hiperóxia são um aumento nos níveis de espécies reativas de oxigênio, em inglês (ROS), que são moléculas quimicamente reativas contendo oxigênio. Essas moléculas podem danificar lipídios, proteínas, ácidos nucleicos, e reagem com tecidos biológicos circundantes. O corpo humano naturalmente usa antioxidantes para combater essas moléculas reativas, mas essa defesa pode ser sobrecarregada por uma alta quantidade de espécies reativas de oxigênio, resultando em oxidação dos tecidos e órgãos. 
O aumento dos níveis de reação ao oxigênio nos pulmões causa:
- Maior permeabilidade das membranas celulares;
- Problemas na coagulação;
- Depósitos de colágeno;
- Danifica lipídeos, proteínas e ácidos nucleicos;
- Induz respostas inflamatórias nos alvéolos e;
- Derrame pleural;
- Colapso de partes do pulmão (atelectasia).

Em hiperóxia, múltiplas vias de sinalização vão determinar se a resposta celular será apoptose, necrose ou reparo. Hiperóxia não melhora a atividade cerebral, mas pode prevenir apoptoses em isquemia cerebral.

### Toxicidade do oxigênio
A suplementação(intubação) pode levar à toxicidade do oxigênio, também chamado de Efeito Paul Bert, intoxicação por oxigênio, e envenenamento por oxigênio. Os três principais afetados são: O sistema nervoso central (SNC), pulmões e olhos.
A exposição temporária à altas pressões de oxigênio (acima da pressão atmosférica) podem levar a uma intoxicação do sistema nervoso central (SNC). Um sinal precoce, mas sério de intoxicação do SNC é uma convulsão tônico-clônica generalizada. Esse tipo de convulsão consiste em perda de consciência e contrações musculares violentas. Sinais e sintomas de intoxicação por oxigênio são geralmente prevalentes, mas não existem sinais de alerta padrões que identificam que uma convulsão está prestes a acontecer. A convulsão causada pela toxicidade do oxigênio não leva à hipóxia, um efeito colateral comum para a maioria das convulsões, porque o corpo tem um excesso de oxigênio quando a convulsão começa.
Exposições prolongadas à altas pressões de oxigênio podem levar a uma intoxicações pulmonares e oculares. Os sintomas podem incluir desorientação, problemas respiratórios, miopia, e em alguns casos pode resultar em dano oxidativo nas membranas celulares. Os sinais de intoxicação pulmonar começam com uma leve irritação na traqueia, com uma leve tosse seguida por uma grande irritação e agravamento das tosses, então o paciente começa a sentir dores ao respirar e a tosse se torna incontrolável. Se a suplementação de oxigênio continua, o indivíduo irá notar um aperto no peito, dificuldade de respirar, falta de ar, e se a exposição continuar, pode levar a uma fatalidade.

## Causas
É mais frequente em pacientes com doenças respiratórias que levem a respiração acelerada com broncodilatação compensatória (intubação) ou em ventilação mecânica prolongada, como em UTI ou em mergulho.

## Tratamento
Reduzir a fonte de oxigênio a níveis normais e administrar antioxidantes podem prevenir maiores danos. Anti-inflamatórios podem reduzir edemas. Colapso pulmonar pode exigir cirurgia.